# Якубяк, Томаш (повар)
Томаш Якубяк (пол. Tomasz Jakubiak; 21 июня 1983, Хожув, Катовицкое воеводство — 30 апреля 2025) — польский шеф-повар, телеведущий, автор кулинарных книг.

## Карьера
Получил признание благодаря ведению кулинарных программ, транслируемых на канале Canal+ Kuchnia: «Готовим мясо», «Якубяк съедает Польшу», «Сезоны Якубяка» и «Путешествия Якубяка». Томаш является автором многочисленных колонок, опубликованных в журнале Moje Gotowanie. Он также сотрудничал с сайтом Newsgastro.pl и журналом Food Service.
В 2022 году он стал членом жюри польской версии программы MasterChef Junior, заменив повара и телеведущего Матеуша Гесслера.

## Личная жизнь
В августе 2023 года женился на Анастасии Мерославской, от которой у него есть сын — Томаш (род. 2020).
Осенью 2024 года публично рассказал о борьбе с онкологическим заболеванием. 30 апреля 2025 года Томаш скончался в Израиле, где проходил лечение. Ему был 41 год.

## Книги
- Jakubiak lokalnie (2015, Wydawnictwo Egmont) ISBN 9788328105386[9]
- Z miłości do lokalności (2017, Wydawnictwo Edipresse)[10]